# Estación de Créteil - Préfecture
La estación de Créteil - Préfecture, de su nombre completo: Créteil - Préfecture - Hôtel de Ville, es una estación del metro de París situada en la comuna de Créteil, al sudeste de París. Fue una de las terminales de la línea 8 entre 1974 y 2011. 

## Historia
El desarrollo de Créteil, en la década de los 60 en la prolongación natural de la línea 8 así como la ubicación en la localidad de servicios administrativos tan relevantes como la prefectura del departamento de Val-de-Marne, llevó a una prolongación del metro parisino hacía Maisons-Alfort primero y hacía Créteil después donde se abrieron 3 nuevas paradas. De esta forma Créteil - Préfecture se inauguró el 10 de septiembre de 1974. 

## Descripción
No es una estación subterránea ya que se sitúa a nivel del suelo. Se compone de tres vías y de dos andenes. Junto a la estación de la línea 13 de Saint-Lazare es la única en no poseer ningún tipo de asiento en sus andenes.